# مدونو
مدونو (به ایتالیایی: Meduno) یک کومونه در ایتالیا است که در استان پوردنونه واقع شده‌است.

## خصوصیات
مدونو ۳۱٫۲ کیلومترمربع مساحت و ۱٬۷۳۷ نفر جمعیت دارد و ۳۱۳ متر بالاتر از سطح دریا واقع شده‌است.